# Giuseppe Antonio Bocchi
Giuseppe Antonio Bocchi (Adria, 1679 – Treviso, 1770) è stato un presbitero italiano.

## Biografia
Nel 1737 ricoprì a Roma l'incarico di segretario dell'ambasciatore veneto presso la Santa Sede, Marco Foscarini. Venne nominato canonico del Duomo di Treviso l'anno successivo e mantenne questo ruolo fino alla morte. Nel 1755 fu incaricato dal Capitolo di esaminare i progetti per la costruzione del nuovo Duomo (la commissione andò poi a Giordano Riccati). Uomo erudito e bibliofilo, si dedicò alla trascrizione di numerosi manoscritti antichi. Oggi è noto per essere stato il primo donatore di una raccolta libraria alla città di Treviso, raccolta che divenne il primo nucleo di quella che sarebbe stata la Biblioteca Comunale del capoluogo della Marca.